# Survive (álbum de Stratovarius)
Survive es el décimo octavo álbum de estudio de la banda finlandesa de power metal Stratovarius. Salió a la venta el 23 de septiembre del 2022 bajo la compañía discográfica Edel Music. El disco contiene once canciones (doce en la versión en vinilo).
El álbum alcanzó el puesto 1 en Finlandia, también logró posicionarse en varias listas musicales de Europa.

## Sencillos
A comienzos del mes de julio de 2022, Stratovarius lanzó su primer video para el sencillo «World On Fire». La canción trata sobre los problemas mundiales a los que se enfrenta la humanidad como el cambio climático.
En agosto, la banda estrenó el video del sencillo «Firefly», una canción con sonidos característicos del power metal de los años 1980 que trata sobre el amor. Una semana después de la publicación oficial del álbum, la banda lanzó el video de la canción «Broken». Es una canción de metal melódico que trata sobre la arrogancia y sus posibles consecuencias.
El 16 de noviembre la banda lanzó el video oficial de «Survive», la canción principal del álbum.

## Recepción
Según la revista Metal Storm, es un álbum que «se mantiene estilísticamente muy en línea con Nemesis y Eternal», siendo muy posiblemente uno de los trabajos más fuertes de la banda. El sitio web Blabbermouth.net le concedió una calificación de 8,5 sobre 10 y afirmó que con este material la banda ha demostrado una imperiosa fuerza renovada, siendo uno de los grandes exponentes del power metal de Finlandia. Por su parte, Marc Halupczok de la revista británica Metal Hammer le dio una calificación de 4,5 sobre 7 y alabó la voz de Timo Kotipelto al afirmar que «sigue siendo hoy inconfundible y especial». Philip Sayblack de la revista Mayhem Rockstar dijo que Survive es una buena propuesta musical y que todo el trabajo de la producción «crea un efecto general positivo gracias a la atención y el tiempo dedicado a equilibrar las voces y los instrumentos en cada canción».
Survive es uno de los 10 mejores álbumes de power metal de 2022, según la revista británica Metal Hammer.

## Lista de canciones
| N.º     | Título                               | Letras                            | Duración |  |
| 1.      | «Survive»                            | Liimatainen, Johansson, Kotipelto | 4:39     |  |
| 2.      | «Demand»                             | Liimatainen, Johansson            | 4:03     |  |
| 3.      | «Broken»                             | Johansson, Kotipelto              | 4:57     |  |
| 4.      | «Firefly»                            | Jani Liimatainen                  | 3:38     |  |
| 5.      | «We Are Not Alone»                   | Liimatainen, Kotipelto            | 4:34     |  |
| 6.      | «Frozen in Time»                     | Jani Liimatainen                  | 6:43     |  |
| 7.      | «World on Fire»                      | Liimatainen, Johansson, Kotipelto | 4:26     |  |
| 8.      | «Glory Days»                         | Jani Liimatainen                  | 5:06     |  |
| 9.      | «Breakaway»                          | Liimatainen, Johansson            | 4:28     |  |
| 10.     | «Heroes (Vinly Edition Bonus Track)» | Liimatainen, Johansson, Kotipelto | 3:46     |  |
| 11.     | «Before the Fall»                    | Liimatainen, Johansson            | 4:15     |  |
| 12.     | «Voice of Thunder»                   | Jani Liimatainen                  | 11:10    |  |
| 1:01:52 |                                      |                                   |          |  |

## Posicionamiento
| Listas    | Posiciones |
| --------- | ---------- |
| Finlandia | 1          |
| Suiza     | 6          |
| Alemania  | 30         |
| Austria   | 63         |
| Francia   | 125        |
| Bélgica   | 126        |

## Créditos
- Timo Kotipelto - Voces
- Jens Johansson - Teclado
- Lauri Porra - Bajo
- Matias Kupiainen - Guitarra
- Rolf Pilve - Batería
- Jani Liimatainen junto con Timo Kotipelto, Jens Johansson y Matias Kupiainen escribieron todo el álbum excepto «Broken» escrita por Kotipelto, Johansson y Kupiainen.